# 4172 Рошфор
4172 Рошфор (4172 Rochefort) — астероїд головного поясу, відкритий 20 березня 1982 року.
Тіссеранів параметр щодо Юпітера — 3,603.
Названо на честь міста Рошфор в Бельгії.